# Marina Galanou
Marina Galanou (Grieks: Μαρίνα Γαλανού) (Piraeus, geboortedatum onbekend - aldaar, 8 oktober 2021) was een Griekse transgenderactivist, uitgever, schrijver en columnist en voorzitter van de Transgender Support Association. Ze was de bekendste activist van de LGBTI gemeenschap in Griekenland en speelde een cruciale rol in fundamentele veranderingen in Griekse wetten en beleid voor de zichtbaarheid van transgenders en wettelijke erkenning van hun genderidentiteit.

## Jeugd
Galanou is geboren in Piraeus, Griekenland. Ze is sinds 1997 actief voor LGBTI-rechten.

## Activisme
Aangespoord door de dagelijkse vervolging van transgenders door de politie, nam Galanou in 2002 samen met andere transgenders het initiatief voor de oprichting van de eerste erkende transgenderorganisatie in Griekenland, de Association for Solidarity for Transvestites and Transexual People (SATTE). Ze was voorzitter van SATTE tot juli 2004. Haar focus lag op:
- het beschermen van transgenders tegen discriminatie en racistisch geweld
- het beschermen van transvrouwen tegen de willekeur van de politie
- de wettelijke erkenning van genderidentiteit volgens de jurispredentie van het Europees Hof voor de Rechten van de Mens.

In juli 2004 startte ze haar eerste uitgeverij - Colourful Planet - en begon zij een boekwinkel gespecialiseerd in LGBTI literatuur.
Galanou was ook lid van de Greek Homosexual Community, een organisatie voor de verdediging van fundamentele rechten van LGBTI's, en tevens voorzitter van 2006 tot 2008. In 2009 nam zij het initiatief voor een erkend transgender collectief in Griekenland. Dit bereikte zij met de oprichting van de Greek Transgender Support Association (GTSA). Zij is nog steeds de huidige voorzitter. De activiteiten zijn onder meer het claimen van fundamentele mensenrechten op grond van vrijheid van expressie, identiteit en genderkenmerken, tegengaan van racistisch geweld, haatdragende taal, willekeur van de politie en discriminatie, wettelijke erkenning van genderidentiteit, opkomen voor rechten van sekswerkers, rechten van gevangenen en vluchtelingen.
Galanou heeft diverse artikelen geschreven voor kranten en websites zoals Amagi, Epohi, Avgi, en Editors’ Newspaper (efsyn), en gaf meerdere interviews.
Ze heeft ook boeken geschreven over mensenrechten en is de eigenaar van t-zine, een online magazine over transgenderrechten.

## Boeken
- 2014, Gender identity and expression. Definitions, stereotypes, discrimination and myths», Transgender Support Association.[23]
- I am trans – I know my rights», Transgender Support Association.[24]
- 2018, Gender identity and expression. Definitions, stereotypes, discrimination and myths», Revised and extended re-edition, efsyn newspaper.[25]